# Carlo Blasis
Carlo Blasis, né à Naples le 4 novembre 1797 et mort à Cernobbio (Lac de Côme) le 15 janvier 1878, est un danseur, chorégraphe et théoricien de la danse italien.
Il débute vers l'âge de douze ans à l'Opéra de Marseille, où sa famille s'était installée, et poursuit ses études à Bordeaux en 1816. Ayant déjà acquis une certaine célébrité, il se rend à Paris l'année suivante et débute à l'Opéra sous la conduite de Pierre Gardel.
De retour en Italie, il devient premier danseur à la Scala de Milan, puis à la Fenice de Venise et au Teatro Regio de Turin. À la suite d'un accident au pied, il renonce à la scène au début des années 1830 et se consacre à la chorégraphie et à l'enseignement.
Reprenant d'abord des œuvres de Jean Dauberval, Jean-Georges Noverre, Pierre Gardel, Jean-Baptiste Blache ou Louis Milon, il compose ensuite ses propres chorégraphies, pour la Scala et pour les meilleurs théâtres italiens et étrangers, notamment à Londres, Varsovie, Lisbonne, Paris et Moscou.
Comme théoricien de la danse, il a publié plusieurs traités et manuels qui ont influencé ses successeurs (comme Enrico Cecchetti) et qui font encore autorité aujourd'hui :
- Traité élémentaire théorique et pratique de l'art de la danse (Milan 1820)
- The Code of Terpsichore (Londres 1828)
- Manuel complet de la danse (Paris 1830)
- Studi sulle arti imitatrici (Milan 1844)
- Notes upon dancing (Londres 1847)
- Delle composizioni coreografiche e delle opere letterarie (Milan 1854)